# Katherine McNamara
Katherine Grace McNamara (Kansas City, Missouri, 1995. november 22. –) amerikai színésznő, énekes, dalszövegíró és táncos.
Legismertebb szerepei Clary Fray az Árnyvadászok: A végzet ereklyéi és Mia Smoak A zöld íjász című sorozatokban.

## Magánélete
Édesapja Evan McNamara, édesanyja pedig Ursula McNamara. 14 évesen karrierje mellett kitűnővel végezte el a középiskolát,utána pedig 17 évesen szintén dicsérettel végzett a Drexel Egyetem Business levelezős szakán.

## Karrier
2007-ben Kansas City színházában a The Bride & the Groom rövidfilmben kapott kisebb szerepet, majd 2008-ban megkapta élete első főszerepét gyerek színésznőként a Matchmaker Mary című filmben, ebben Mary Carvert alakította. 2009-ben a Sam Steele and the Junior Detective Agency-ben újabb főszerepet kapott. 2010 és 2011 között kisebb szerepeket kapott rövidfilmekben meg sorozatokban. A 2011-es Szilveszter éjjel című filmben sok ismertebb színész mellett játszhatott. 2012-ben a Disney Channel filmjében a Csaj kontra Szörnyben a fő gonosz Myra szerepében látható. 2013-ban a The Surgeon General drámában főszerepet kapott. A Disney Channel két népszerű sorozatában, a Jessieben és a Harcra fel!-ben  is kapott kisebb szerepet. 2013-ban A Sarah-t a Contest című filmben is kapott szerepet.
2014-ben a Happyland című sorozatban kapott főszerepet,de a sorozatot 1.évad után elkaszálták. Ebben az évben kezdett el szinkronizálni a Transformers: Rescue Bots c. animációs sorozatban is. Feltűnt kisebb sorozat szerepekben,mint például a Thunderman család című sorozatban, a Helyszínelőkben, a Felejthetetlenben és a A munka hőseiben is látható volt egy részig. Ebben az évben még főszerepet játszhatott egyik jó barátja, Joel Courtney mellett a Mark Twain regénye által készült Tom Sawyer & Huckleberry Finn című kalandfilmben, amelyben Tom barátnőjét, Becky Thatchert játszotta. A filmben együtt játszik Jake T. Austin-nal is. 2015-ben megkapta Sonya szerepét a James Dashner által írt népszerű Útvesztő-trilógia filmadaptációjának második részében, ami az Az Útvesztő - Tűzpróba nevet kapta. A film jól szerepelt a pénztáraknál bár kritikusok vegyes értékelésekkel illették. A The Fosters című sorozat harmadik évadjában egy visszatérő szereplőt, a zongorista Katet játszotta, akinek Brandon Foster karakteréhez van a legtöbb köze. Ebben az évben Katherine visszatért a Disneyhez hiszen a R.L. Stine's Monsterville: The Cabinet of Soulsban láthattuk újból, ahol szintén egy negatív karaktert Lilithet kapta meg. Ezeken kívül még Natural Selection című drámában is lehetőséget kapott. A film az emberi természet két egymással szemben álló oldalát mutatja be. A szintén dráma A Sort of Homecomingban pedig Laura Marano mellett szerepelhetett. A film középpontjában Amy, áll egy New York-i producer, aki azt hitte, már rég maga mögött hagyta középiskolai tapasztalatait. A nő korábbi vita tanárának kérésére visszatér Louisianába. Kettejük találkozása feleleveníti Amyben a múlt emlékeit. Szintén 2015-ben Cassandra Clare híres könyvsorozatából, A végzet ereklyéiből készülő sorozatban, az Árnyvadászok: A végzet ereklyéiben megkapta a főszerepet, amely hatalmas áttörés volt a karrierjében.
2016-ban egy családi filmben a Little Savagesban Tiffany szerepében volt látható. Az útvesztő harmadik részében, a Halálkúrában visszatért Sonya szerepében. 2017. augusztus 15-én új dallal jelentkezett,amely az Ember címet kapta. 2018-ban A zöld íjász csapatához csatlakozott, a hetedik évad első felében, mint Mia Smoak, aki egy Star Cityből érkezett csapzott utcai harcos. A nyolcadik évadban már főszereplővé lépett elő és a testvér sorozatokban is felbukkant.

## Filmográfia

### Filmjei
| Év   | Magyar cím                    | Eredeti cím                                | Szerep         | Magyar hang     |
| ---- | ----------------------------- | ------------------------------------------ | -------------- | --------------- |
| 2008 |                               | Matchmaker Mary                            | Mary Carver    |                 |
| 2009 |                               | Sam Steele and the Junior Detective Agency | Emma Marsh     |                 |
| 2011 |                               | Sam Steele and the Crystal Chalice         | Emma Marsh     |                 |
| 2011 | Szilveszter éjjel             | New Year's Eve                             | Lily Bowman    |                 |
| 2013 |                               | Contest                                    | Sarah O'Malley |                 |
| 2013 | Tom Sawyer & Huckleberry Finn | Tom Sawyer & Huckleberry Finn              | Becky Thatcher | Boldog Emese    |
| 2015 |                               | A Sort of Homecoming                       | Rose           |                 |
| 2015 | Az útvesztő: Tűzpróba         | Maze Runner: The Scorch Trials             | Sonya          | Vadász Bea      |
| 2015 | R.L. Stine's Monsterville     | Monsterville: Cabinet of Souls             | Lilith         | Kis-Kovács Luca |
| 2016 |                               | Little Savages                             | Tiffany        |                 |
| 2016 |                               | Is That a Gun in Your Pocket?              | Sandy Keely    |                 |
| 2016 |                               | Natural Selection                          | Paige Thomas   |                 |
| 2018 | Az útvesztő: Halálkúra        | Maze Runner: The Death Cure                | Sonya          | Vadász Bea      |
| 2019 | Hasonulás                     | Assimilate                                 | Hannah         | Gulás Fanni     |
| 2021 |                               | Trust                                      | Amy            |                 |
| 2021 |                               | Finding You                                | Taylor Risdale |                 |
| 2021 |                               | Untitled Horror Movie                      | Chrissy        |                 |

### Televíziós sorozatok
| Év         | Magyar cím                               | Eredeti cím                               | Szerep                | Magyar hang     | Jegyzetek                                           |
| ---------- | ---------------------------------------- | ----------------------------------------- | --------------------- | --------------- | --------------------------------------------------- |
| 2010       |                                          | The Haunting Hour: The Series             | Jodanna               |                 | 1 epizód                                            |
| 2011       | Esküdt ellenségek: Különleges ügyosztály | Law & Order: Special Victims Unit         | Jasmine               |                 | 1 epizód                                            |
| 2011       | A stúdió                                 | 30 Rock                                   | Meagan                |                 | 1 epizód                                            |
| 2011       | Haláli testcsere                         | Drop Dead Diva                            | Ann Logan             |                 | 1 epizód                                            |
| 2012       | Glee – Sztárok leszünk!                  | Glee                                      | Bunhead #1            |                 | 1 epizód                                            |
| 2012       |                                          | Sketchy                                   | Iris                  |                 | 1 epizód                                            |
| 2012       |                                          | Madison High                              | Cherri O'Keefe        |                 | Nem jelent meg                                      |
| 2012       | Csaj kontra Szörny                       | Girl vs. Monster                          | Myra Santelli         | Molnár Ilona    | Televíziós film                                     |
| 2012–2013  | Harcra fel!                              | Kickin' It                                | Claire                |                 | 3 epizód                                            |
| 2013       | Érintés                                  | Touch                                     | Evie Woods            |                 | 1 epizód                                            |
| 2013       | Jessie                                   | Jessie                                    | Bryn Breitbart        |                 | 1 epizód                                            |
| 2013       | A Thunderman család                      | The Thundermans                           | Tara Campbell         |                 | 1 epizód                                            |
| 2013       |                                          | The Surgeon General                       | Lily Sherman          |                 | Nem jelent meg                                      |
| 2014       |                                          | Happyland                                 | Harper Munroe         |                 | Főszerep                                            |
| 2014       | CSI: A helyszínelők                      | CSI: Crime Scene Investigation            | Angela Ward/Tangerine |                 | 1 epizód                                            |
| 2014       | Felejthetetlen                           | Unforgettable                             | Young Carrie Wells    |                 | 1 epizód                                            |
| 2014       |                                          | A Wife's Nightmare                        | Jackie                |                 | Televíziós film                                     |
| 2014       |                                          | Workaholics                               | Haley                 |                 | 1 epizód                                            |
| 2014–2016  | Transformers Mentő Botok                 | Transformers: Rescue Bots                 | Priscilla Pynch       |                 | 6 epizód (hang)                                     |
| 2015       |                                          | The Fosters                               | Ekaterina             |                 | 3 epizód                                            |
| 2016       |                                          | The Grinder                               | Ginger                |                 | 1 epizód                                            |
| 2016       |                                          | Indiscretion                              | Lizzy                 |                 | Televíziós film                                     |
| 2016–2019  | Árnyvadászok: A végzet ereklyéi          | Shadowhunters                             | Clary Fray            | Andrádi Zsanett | Főszereplő                                          |
| 2018       |                                          | Happy Together                            | Sarah                 |                 | 1 epizód                                            |
| 2018–2020  | A zöld íjász                             | Arrow                                     | Mia Smoak             |                 | Visszatérő szereplő (7. évad); főszereplő (8. évad) |
| 2019       | Supergirl                                | Supergirl                                 | Mia Smoak             |                 | 1 epizód                                            |
| 2019       | Batwoman                                 | Batwoman                                  | Mia Smoak             |                 | 1 epizód                                            |
| 2019, 2021 | Flash – A Villám                         | The Flash                                 | Mia Smoak             |                 | 2 epizód                                            |
| 2019       | Szilaj, a szabadon száguldó              | Spirit Riding Free: Spirit of Christmas"' | Sally Jessup          |                 | hang                                                |
| 2020       |                                          | Kappa Kappa Die                           | Charise               |                 | Televíziós különkiadás                              |
| 2021       | Végítélet                                | The Stand                                 | Julie Lawry           |                 | Minisorozat, visszatérő szereplő                    |
| 2022       |                                          | Love Classified                           | Taylor                |                 | Televíziós film                                     |

## Díjai és jelölései
| Év   | Díj                    | Kategória                                                                      | Munka                           | Eredmény | Forrás |
| ---- | ---------------------- | ------------------------------------------------------------------------------ | ------------------------------- | -------- | ------ |
| 2016 | Teen Choice Awards     | Choice TV: Breakout Star (Kedvenc feltörekvő televíziós sztár kategóriában)    | Árnyvadászok: A végzet ereklyéi | Jelölve  | [ 40 ] |
| 2018 | People’s Choice Awards | Female TV Star (Az év női tévésztárja)                                         | Árnyvadászok: A végzet ereklyéi | Elnyerte | [ 41 ] |
| 2018 | Teen Choice Awards     | Choice TV: Sci-Fi/Fantasy Actress (Legjobb színésznő sci-fi/fantasysorozatban) | Árnyvadászok: A végzet ereklyéi | Jelölve  | [ 42 ] |
| 2019 | Teen Choice Awards     | Choice TV: Sci-Fi/Fantasy Actress (Legjobb színésznő sci-fi/fantasysorozatban) | Árnyvadászok: A végzet ereklyéi | Elnyerte | [ 43 ] |